# О’Коннелл, Джеймс
Джеймс О’Коннелл (англ. James (Jim) F. O’Connell) — американский антрополог. Доктор философии (1971), заслуженный профессор Университета Юты (эмерит), член НАН США (2006), почётный феллоу Австралийской академии гуманитарных наук.
Окончил Калифорнийский университет в Беркли и там же получил степень доктора философии по антропологии — под началом Robert Heizer. Затем три года провел в Калифорнийском университете в Риверсайде (1970-72), после чего отправился в Австралийский национальный университет (1973-78). С 1978 года в Университете Юты, коего ныне заслуженный профессор (эмерит). Длительное время сотрудничал с Кристен Хоукс. Полевые исследования проводил по большей части в Африке.
Феллоу Американской ассоциации содействия развитию науки. Член редколлегий Proceedings of the National Academy of Sciences и Australian Archaeology.
Автор более 150 работ.